# Mixology
Mixology è una serie televisiva statunitense creata da Jon Lucas e Scott Moore per ABC, trasmessa dal 26 febbraio 2014. La serie è stata cancellata dopo una sola stagione prodotta.

## Trama
Una sera, in un bar di Manhattan chiamato "Mix", cinque donne e cinque uomini si incontrano per più di una conversazione casuale e un drink. Gli episodi seguiranno, di volta in volta, due degli undici personaggi riuniti in quella folle sera. L'intera stagione racconta quella sola notte.

## Personaggi e interpreti
- Tom, interpretato da Blake Lee.
- Bruce, interpretato da Andrew Santino.
- Liv, interpretata da Kate Simses.
- Ron, interpretato da Adam Campbell.
- Cal, interpretato da Craig Frank.
- Kacey, interpretata da Vanessa Lengies.
- Jessica, interpretata da Alexis Carra.
- Janey, interpretata da Sarah Bolger.
- Maya, interpretata da Ginger Gonzaga.
- Dominic, interpretato da Adan Canto.
- Fabienne, interpretato da Frankie Shaw.

## Episodi
| Stagione       | Episodi | Prima TV originale | Prima TV Italia |
| -------------- | ------- | ------------------ | --------------- |
| Prima stagione | 13      | 2014               | inedita         |

## Produzione
Primo progetto televisivo degli sceneggiatori cinematografici Jon Lucas e Scoot Moore, nel mese di ottobre 2012 Mixology è stata soggetta ad una lunga battaglia di offerte da parte dei vari network, il quale ha visto ABC vincitore. Sempre nello stesso mese il network ordinò l'episodio pilota.
Il 10 maggio 2013, durante gli Upfronts, ABC ha ordinato la prima stagione della serie.

### Casting
Uno dei primi membri del cast a venir scritturato fu Mercedes Masöhn ma, nel marzo 2013, l'attrice ha deciso di abbandonare il progetto per dedicarsi ad altro. Una settimana dopo all'attrice Ginger Gonzaga fu assegnato il ruolo lasciato libero dalla Masöhn